# Balta minuta
Balta minuta är en kackerlacksart som beskrevs av Lucien Chopard 1924. Balta minuta ingår i släktet Balta och familjen småkackerlackor.
Artens utbredningsområde är Nya Kaledonien. Inga underarter finns listade.